# Washington Bears
Die Washington Bears oder Washington Lichtman Bears waren ein professionelles afrikanisch-amerikanisches Basketball-Team aus Washington, D.C., das von 1941 bis 1948 existierte. Die Bears, die personell beinahe ausschließlich aus Mitgliedern der New York Renaissance bestanden, spielten 1942/43 eine perfekte Saison mit 41 Siegen, die im Gewinn des mit insgesamt 10.000 Dollar dotierten World Professional Basketball Tournaments in Chicago und einem Preisgeld von 1.500 Dollar gipfelte.
Bob Douglas’ New York Rens waren auf Grund der kriegsbedingten Reisebeschränkungen als hauptsächlich tingelndes Team der meisten ihrer Einnahmen beraubt und spielten deswegen fast geschlossen in D.C. Nachdem sich Tarzan Cooper mit Bob Douglas 1940 wegen eines neuen Vertrages überworfen hatte, kam er auf Geheiß des Amerikaners afrikanischer und eingeborener Abstammung Sam Lacy nach Washington D.C. und baute dort das semiprofessionelle Team der Washington Bruins auf, das lediglich sonntags spielte. Nachdem Sam Lacy einen Job beim Chicago Defender angenommen hatte und umgezogen war, wurde das Team verkauft. Mitbesitzer war der Radiojournalist der Homestead Grays Hal Jackson, der Abe Lichtman ins Boot holte, einen Kinobetreiber, in dessen Kinos auch Afroamerikaner erlaubt waren. Mit Lichtmans Kauf wurden die Bruins aus rechtlichen Gründen in Bears umbenannt. Gespielt wurde hauptsächlich sonntags in der Turner Arena, in der ab 1946 auch das Meisterschaftsturnier der Colored Intercollegiate Athletic Association (CIAA), die ab 1950 Central Intercollegiate Athletic Association heißen sollte, stattfand.
Bereits die Spiele der Bruins waren für einige Mitglieder der New York Renaissance lukrativ gewesen, doch mit den Bears war es möglich, für bedeutend weniger Spiele die dreifache Gage der Rens exklusive möglicher Boni zu verdienen und gleichzeitig in New York sichere Jobs in der Landesverteidigung zu bekleiden. Ohne Transferaufsicht eines ordentlichen Ligenbetriebs war es für afrikanisch-amerikanische Basketballspieler während des Krieges üblich, für bis zu sechs schwarze Teams gleichzeitig zu spielen und zusätzlich natürlich für das integrierte Werksteam der Grumman Aircraft Firma. Die Spiele für Lichtman hatten aber für alle Spieler Priorität.
Douglas hatte wegen möglicher Einberufungen auf Verträge mit seinen Spielern verzichtet. Beim World Professional Basketball Tournament kam es aber erstmals zu einem ernsthaften Interessenkonflikt, denn die Rens-Spieler kündigten an, lediglich für die Bears antreten zu wollen, woraufhin Douglas die Meldung der New York Renaissance zurückzog. Douglas beharrte von da an aber darauf, dass das Team sein Eigentum wäre und machte hinter den Kulissen seinen Einfluss geltend. Die Organisatoren des World Professional Basketball Turniers erklärten daraufhin, dass die Washington Bears 1944 nicht wieder eingeladen werden würden und auch Booking Agent E.L. Conway hatte immer mehr Schwierigkeiten, überhaupt Gegner für die wöchentlichen Spiele zu finden.
Dem Team von 1943 gehörten neben dem Spielermanager Tarzan Cooper, die New York Rens Pop Gates, Boy Wonder Isaacs, Dolly King, Jackie Bethards, Charlie Isles, Puggy Bell, Zack Clayton und Robert „Sonny“ Wood an, letzterer der einzige, der Douglas um Erlaubnis zum Spielen gebeten hatte. Ein prominenter Angehöriger des Teams war der gebürtige Hauptstädter und kurzzeitige Ren Wilmeth Sidat-Singh. Er war ein Starathlet der Syracuse University gewesen, dessen afrikanische Abstammung Sam Lacy 1937 in einem Zeitungsartikel des Baltimore Afro-American enthüllt hatte. Sidat-Singh war lediglich der Name seines Adoptivvaters gewesen und im Rassenklima der 30er Jahre war ihm eine Karriere im Profi-Football oder —Basketball mit dieser Enthüllung verwehrt. Wilmeth Sidat-Singh gehörte dem afrikanisch-amerikanischen Heeresflieger-Korps der Tuskegee Airmen an und starb am 9. Mai 1943 im Verlauf eines Übungsfluges nach dem Absturz seiner Maschine durch Ertrinken im Huronsee.